# Yannick Noah (album)
Pour l’article homonyme, voir Yannick Noah.
Albums de Yannick Noah
Zam Zam
(1998) Live
(2002)
Singles
1. Simon Papa Tara
Sortie : 22 août 2000
2. La Voix des sages (No More Fighting)
Sortie : 22 mai 2001
3. Les Lionnes
Sortie : 7 janvier 2002
4. Jamafrica
Sortie : 17 juin 2002

Yannick Noah est le quatrième album de Yannick Noah, sorti le 12 septembre 2000.

## Chansons
| 1.    | Madingwa                             | J.Kapler                              | 4:50 |
| 2.    | Simon Papa Tara                      | J.Kapler                              | 3:46 |
| 3.    | Écoute                               | Cyril Tarquiny / Christophe Battaglia | 3:40 |
| 4.    | Sans moi                             | Erick Benzi                           | 4:03 |
| 5.    | Jamafrica                            | J.Kapler                              | 3:31 |
| 6.    | Les Lionnes                          | Jacques Veneruso                      | 3:13 |
| 7.    | La Voix des sages (No More Fighting) | J.Kapler                              | 3:20 |
| 8.    | Ni divin ni chien                    | Jean-Jacques Goldman                  | 4:08 |
| 9.    | J'aime les gosses                    | Erick Benzi                           | 3:47 |
| 10.   | No Mèléne Me Ziga Nda                | Sally Nyolo / Michel Aymé             | 3:53 |
| 11.   | Entre ta peau et la mienne           | Jacques Veneruso                      | 3:03 |
| 12.   | Quand la danse                       | Gildas Arzel                          | 4:41 |
| 45:55 |                                      |                                       |      |